# Gebietskörperschaft (Österreich)
Gebietskörperschaften sind in Österreich
- der Bund,
- die Länder und
- die Gemeinden (gemäß Art. 116 Abs. 1 B-VG)

Auf Bezirksebene bestehen keine eigenen Gebietskörperschaften. Zur Führung der Bezirksverwaltung sind die Städte mit eigenem Statut sowie die Bezirkshauptmannschaften berufen.
Der Oberste Gerichtshof hat Gebietskörperschaften folgendermaßen charakterisiert:

„Gebietskörperschaften sind juristische Personen des öffentlichen Rechts, die alle Personen erfassen, die in einer örtlichen Beziehung zu einem bestimmten Gebiet stehen. Zum Wesen einer Gebietskörperschaft gehört die Herrschaftsunterworfenheit sämtlicher Personen, die sich auf ihrem Gebiet aufhalten. Der Gebietskörperschaft kommt also in diesem Umfang behördliche Funktion zu. Dadurch unterscheidet sie sich von anderen Körperschaften öffentlichen Rechts, die nur bestimmte Angelegenheiten ihrer Mitglieder zu regeln haben. Derartigen Körperschaften öffentlichen Rechts sind nicht sämtliche Personen, die sich in ihrem Sprengel aufhalten, unterworfen, sondern nur ihre Mitglieder, zugehörig.“

Im Sinne der volkswirtschaftlichen Gesamtrechnung gehören zu den Gebietskörperschaften auch:
- Gemeindeverbände
- gewisse supranationale Organisationen mit gewisser Finanzhoheit, etwa die Europäische Union.